# André Nevstad
André Leif Nevstad (Ulsteinvik, 12 maggio 1972) è un ex calciatore norvegese, di ruolo centrocampista.

## Carriera

### Club
Nevstad cominciò la carriera con la maglia dello Hødd. Fu poi ingaggiato dal Molde, per cui debuttò nella Tippeligaen in data 2 maggio 1993, schierato titolare nel pareggio per 1-1 contro il Fyllingen. Il 13 giugno 1993 realizzò il primo gol nella massima divisione norvegese, nella sconfitta per 5-3 sul campo del Lyn Oslo. In quella stagione, il Molde retrocesse nella 1. divisjon, ma Nevstad rimase in forza alla squadra e contribuì all'immediata promozione. Nello stesso anno, giocò nella finale di Coppa di Norvegia, vinta per 3-2 sul Lyn Oslo. Tornò poi allo Hødd, dove rimase dal 1995 al 2008.

### Nazionale
Nevstad conta 3 presenze per la Norvegia under 21.

## Palmarès

### Club

#### Competizioni nazionali
- Coppa di Norvegia: 1

Molde: 1994